# Helenów (Głowno)
Pour les articles homonymes, voir Helenów.
Helenów est une localité polonaise de la gmina de Głowno, située dans le powiat de Zgierz en voïvodie de Łódź.